# الاتحاد الدولي للفروسية
الاتحاد الدولي للفروسية ويعرف اختصاراً بـ (FEI) هو الجهة المنظمة لمسابقات ركوب الخيل ومقره الرئيسي لوزان بسويسرا. ويتضمن أهدافه حماية الخيل من الإيذاء البدني أو المنشطات.

## التاريخ
تم إنشاء الاتحاد الدولي للفروسية عام 1921 وضم في عضويته في ذلك الوقت بلجيكا والدانمارك وفرنسا وإيطاليا واليابان والنرويج والسويد والولايات المتحدة الأمريكية. يوجد اليوم 138 اتحادًا وطنيًا للفروسية منتسبا إلى الاتحاد الدولي للفروسية.
| السنة | عدد الدولة المُنتسبة |
| ----- | ------------------- |
| 1921  | 8                   |
| 1928  | 21                  |
| 1938  | 31                  |
| 1960  | 48                  |
| 1970  | 54                  |
| 1975  | 62                  |
| 1986  | 81                  |
| 2014  | 132                 |
| 2015  | 133                 |
| 2016  | 134                 |
| 2018  | 135                 |
| 2020  | 138                 |

## التخصصات
يعترف الاتحاد الدولي للفروسية بثمانية تخصصات في إطار الحوكمة العالمية في كل من المنافسة العادية وشبه الفروسية:
1. الترويض[6]
2. القيادة المُشتركة[7]
3. سباق التحمل[8]
4. محاكمة الخيول[9]
5. شبه الفروسية[10]
6. كبح جماح[11]
7. قفز الحواجز[12]
8. قفز الفروسية[13]

يخضع النظامان التاليان للحوكمة الإقليمية:
- كرة الحصان
- ربط الخيمة

لا يحكم الاتحاد الدولي للفروسية أو يوفر قواعد لسباق الخيل أو لعبة البولو، ولكن في الحالة الأخيرة، وقع على مذكرة تفاهم مع الاتحاد الدولي للبولو.

## القيم

### الرؤية
لتنمية الرابطة الفريدة والمنفعة المتبادلة بين الحصان والإنسان في الرياضة على مستوى العالم.

### المهام
قيادة وتطوير رياضة الفروسية على الصعيد العالمي بطريقة حديثة ومستدامة ومنظمة، مع ضمان النزاهة ورفاهية الرياضيين وتكافؤ الفرص والشراكة العادلة والأخلاقية مع الحصان.

## البطولات

### الألعاب الأولمبية والبارالمبية
كان القفز والترويض وسباق الخيل جزءًا من الألعاب الأولمبية منذ عام 1912. كان ترويض الفروسية جزءًا من الألعاب البارالمبية منذ عام 1996. كان القفز جزءًا من الألعاب الأولمبية الصيفية للشباب 2010 في سنغافورة.

### الألعاب العالمية للفروسية
ينظم الاتحاد الدولي للفروسية دورة الألعاب العالمية للفروسية كل أربع سنوات منذ عام 1990. ظهرت فكرة ألعاب الفروسية العالمية في منتصف الثمانينيات ،وحظيت بدعم قوي من الأمير فيليب دوق إدنبرة، الذي كان حينها رئيس الاتحاد الدولي للفروسية.

### كأس العالم
بطولة كأس العالم للاتحاد الدولي للفروسية هي سلسلة مغلقة تقام في جميع أنحاء العالم، مع البطولات المؤهلة التي تؤدي إلى نهائي في كل من التخصصات. بدأت سلسلة كأس العالم للاتحاد الدولي للفروسية بقفز الحواجز في عام 1978، ومنذ ذلك الحين امتدت إلى تخصصات الترويض والقيادة والقفز. الأحداث الرئيسية تشمل:
- كأس العالم للترويض
- كأس العالم بقفز الحواجز
- كأس العالم لتعليم للقيادة
- كأس العالم للقفز

### البطولات العالمية والقارية والإقليمية
تقام بطولات الاتحاد الدولي للفروسية العالمية والقارية والإقليمية في جميع تخصصات الاتحاد والفئات العمرية. تشمل الأحداث:
- بطولة العالم للخيول الصغيرة
- بطولة الاتحاد الدولي للفروسية العالمية للقيادة لأربعة أشخاص
- بطولة الاتحاد الدولي للفروسية العالمية للقيادة للأفراد
- بطولة الاتحاد الدولي للفروسية العالمية للتحمل للكبار
- بطولة الاتحاد الدولي للفروسية العالمية للقفز للكبار
- بطولة الاتحاد الدولي للفروسية العالمية للقيادة

## الرؤساء

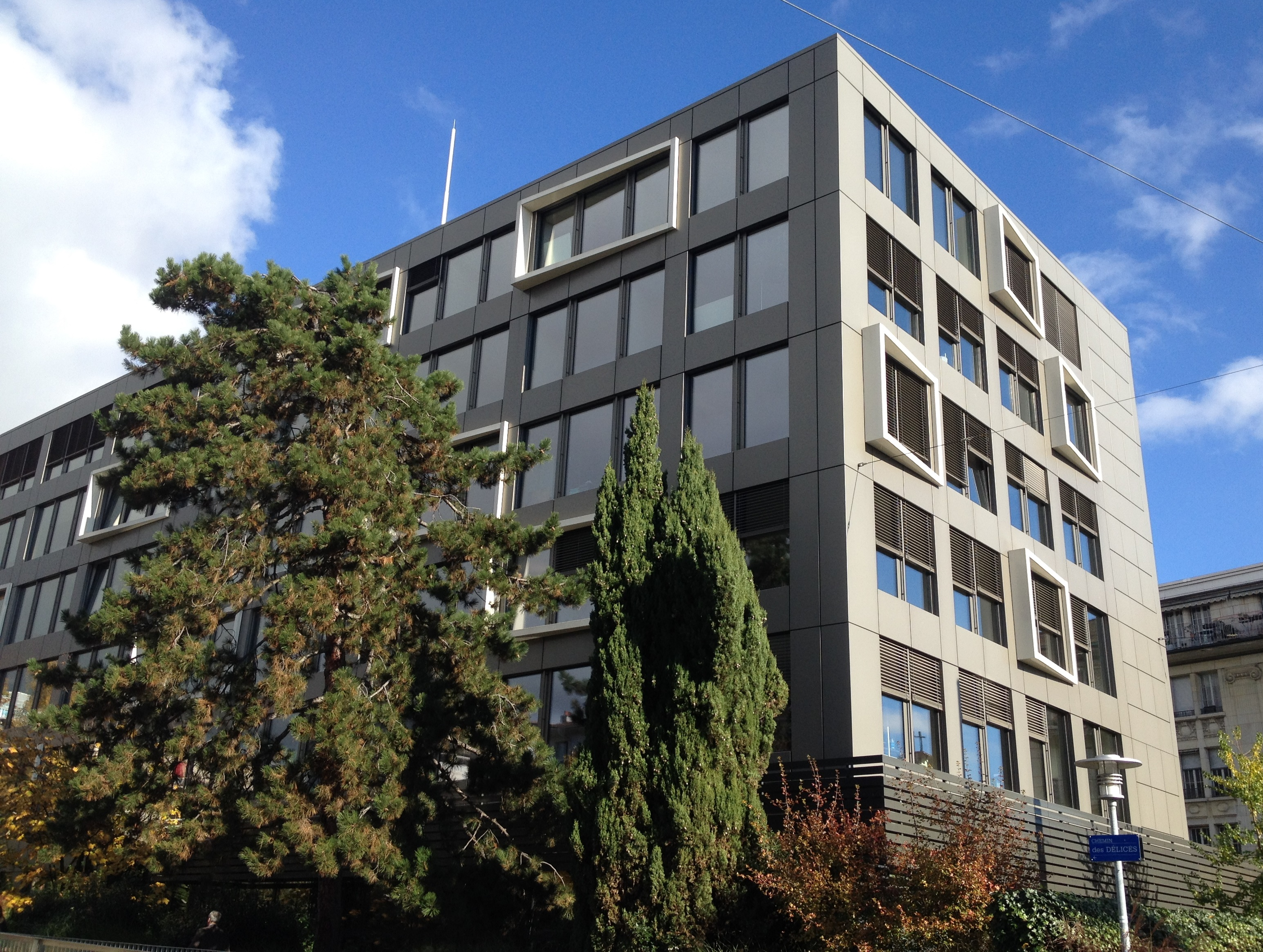
المقر الرئيسي للاتحاد الدولي للفروسية في لوزان بسويسرا.

كان هناك 13 رئيسًا مختلفًا للاتحاد. الميجور جكر كارل ف.كارلس فان أوفورد هو الشخص الوحيد الذي شغل المنصب مرتين. في الوقت الحاضر، يمكن للرئيس أن يتقلد المنصب لفترتين كحد أقصى. منذ عام 2014، رئيس الاتحاد الدولي للفروسية هو إنغمار دي فوس من بلجيكا.
| #  | الرئيس                         | البلد            | الفترة    |
| -- | ------------------------------ | ---------------- | --------- |
| 1  | بارون دو تيل                   | فرنسا            | 1921–1927 |
| 2  | الجنرال جيريت يوهانس ماريس     | هولندا           | 1927–1929 |
| 3  | الرائد جهكر كارل كوارليس       | هولندا           | 1929–1931 |
| 4  | قاي هنري                       | الولايات المتحدة | 1931–1935 |
| 5  | بارون ماكس فون هولزينج بيرستيت | ألمانيا          | 1935–1936 |
| 6  | الرائد جهكر كارل كوارليس       | هولندا           | 1936–1939 |
| 7  | ماجنوس ريدمان                  | فنلندا           | 1939–1946 |
| 8  | بارون جاستون دي ترانوي         | بلجيكا           | 1946–1954 |
| 9  | برنهارد أمير هولندا            | هولندا           | 1954–1964 |
| 10 | فيليب دوق إدنبرة               | المملكة المتحدة  | 1964–1986 |
| 11 | آن                             | المملكة المتحدة  | 1986–1994 |
| 12 | بيلار دي بوربون                | إسبانيا          | 1994–2006 |
| 13 | هيا بنت الحسين                 | الأردن           | 2006–2014 |
| 14 | إنغمار دي فوس                  | بلجيكا           | منذ 2014  |

## روابط خارجية
- الموقع الرسمي